# Buellia christophii
Buellia christophii är en lavart som beskrevs av Bungartz. Buellia christophii ingår i släktet Buellia och familjen Physciaceae.   Inga underarter finns listade i Catalogue of Life.